# Club Deportivo Trópico
El Club Deportivo Trópico Femenino también llamado Deportivo Trópico, es la rama femenina del club de fútbol boliviano del mismo nombre. Como actual ganador de la Copa Simón Bolívar Femenina 2020/21 organizada en la ciudad de Cochabamba, el equipo obtuvo el derecho de representar a su federación en la Copa Libertadores Femenina 2020.

## Datos

### Participaciones Internacionales
- Copa Libertadores Femenina 2020: (16º)

## Palmarés

### Torneos nacionales
- Campeonato Boliviano (1): 2020